# Kugelzellenanämie
Die Kugelzellenanämie (Hereditäre Sphärozytose) ist eine fast ausschließlich angeborene hämolytische Anämie (Blutarmut durch krankhaft vermehrte Auflösung der roten Blutkörperchen). Sie ist die häufigste hämolytische Anämie in Mitteleuropa, die Prävalenz liegt bei mindestens 1:2000, ist aber wahrscheinlich höher.

## Ursache

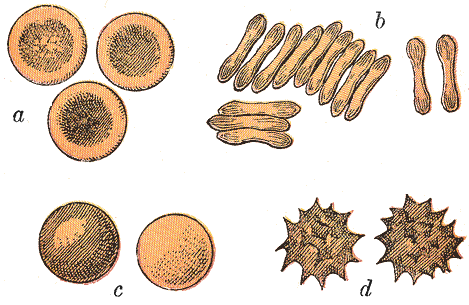
Normale rote Blutkörperchen (bikonkav) in der Aufsicht (a) und seitlichen Ansicht (b),
Kugelzellen (c) und Stechapfelzellen (d).

Bedingt durch einen Defekt von Bestandteilen des Zytoskeletts (Ankyrin in etwa 50 % der Fälle, Bande 3 und Spektrin in je etwa 20 % u. a.)  kommt es zum Verlust der bikonkaven Form der roten Blutkörperchen (Erythrozyten). Die Erythrozyten nehmen die energetisch günstigere Kugelform an (Sphärozyt). Solche Blutkörperchen werden in der Milz vermehrt abgebaut. Der dabei freigesetzte rote Blutfarbstoff (Hämoglobin) wird im Blut abgebaut zum gelblichen Gallenfarbstoff Bilirubin, der von der Leber aufgenommen, glucuronidiert und über die Galle ausgeschieden wird.
Es gibt verschiedene Varianten der Erkrankung, die unterschiedlich vererbt werden. Für die häufigste Variante (65 %) genügt es, dass ein Elternteil die Erkrankung hat (autosomal-dominanter Erbgang), dabei liegt der Defekt auf dem Chromosom 8. Die übrigen Fälle sind entweder spontane Neuentstehungen (Neumutationen), oder es handelt sich um Varianten, bei denen beide Elternteile die Erbanlagen tragen, aber nicht unbedingt erkrankt sein müssen (rezessive Vererbung, 15 %).

## Klinisches Bild
Die Sphärozyten werden bereits beim Durchtritt durch die Milz metabolisch vorgeschädigt und in der Folge teilweise oder ganz lysiert.
Dabei schwillt die Milz fast immer stark an und es kommt zum manifesten Bild der Splenomegalie.
Bei der darauffolgenden Leberpassage kommt es durch den vermehrten Bilirubinanfall während des weiteren Abbaues meistens zur Überlastung dieses Ausscheidungssystems. Eine initial nicht infektiöse Gelbsucht (Ikterus) ist dann die Folge. Je stärker der Abbau der Blutkörperchen ist, desto stärker ist der Schweregrad der Erkrankung, d. h. desto stärker sind Blutarmut (Anämie) und eventuell Gelbsucht. Das Übermaß an Gallenfarbstoff kann auch zu Gallensteinen führen.
Infolge des vermehrten Eisenumsatzes im Rahmen des vermehrten Abbaues der Erythrozyten kann es im weiteren Verlauf der Erkrankung zu einer Hämochromatose (Eiseneinlagerung in der Leber mit zirrhotischem Umbau) kommen.
Die Symptome der Erkrankung sind unter anderem von der Blutarmut (Anämie) geprägt, Müdigkeit, Abgeschlagenheit, mangelnde Leistungsfähigkeit und Belastbarkeit, Blässe, Kopfschmerzen, Atemnot, Konzentrationsstörungen und Herzklopfen treten auf. Tritt die Erkrankung schon im Kindesalter auf, kann es auch zu geistigen und körperlichen Entwicklungsstörungen kommen.
Manchmal, vor allem bei bestimmten Virusinfektionen (z. B. mit dem Parvovirus B19, dem Erreger der Ringelröteln), ist der Abbau der roten Blutkörperchen massiv gesteigert und es kommt zu sogenannten hämolytischen Krisen, die auch lebensbedrohlich werden können. Die Nachbildung der roten Blutkörperchen im Knochenmark kann stark vermindert sein (Aplasie). Bei hämolytischen Krisen treten Fieber mit Schüttelfrost, Kollaps und Kopf-/Bauch-/Rückenschmerzen sowie Gelbsucht (Ikterus) auf.

## Untersuchungsmethoden
Blutausstrich: Es zeigen sich charakteristische Kugelzellen (Sphärozyten), die kleiner als normale Erythrozyten (mikrozytär) sind und denen die zentrale Aufhellung fehlt. Weiterhin liegt eine Polychromasie (verändertes, „vielgestaltiges“ Färbeverhalten) vor. Es finden sich auch vermehrt Retikulozyten (Vorstufe der roten Blutkörperchen) und eine starke Erhöhung der Erythrozytenverteilungsbreite im Blut.
Laborwerte: Blutfarbstoff (Hämoglobin, Hb) erniedrigt bis normal, Mittlere Korpuskuläre Hämoglobinkonzentration (MCHC) erhöht, Mittleres Erythrozyteneinzelvolumen (MCV) erniedrigt, erhöhter Anteil an hyperchromen Erythrozyten (%HYPER), Lactatdehydrogenase (LDH) erhöht, indirektes Bilirubin erhöht, Haptoglobin erniedrigt.
Spezielle Untersuchungen: Die Sphärozyten zeigen, im Vergleich zu normalen Erythrozyten, eine verminderte osmotische Resistenz (Widerstandsfähigkeit). Wenn die Sphärozyten in eine Lösung mit geringerer Konzentration an Salzen als im Blut (hypoosmolare Lösung, z. B. Acidified Glycerol Lysis Test, AGLT) eingebracht werden, zerplatzen sie früher als gesunde Erythrozyten. Mittels osmotischer Gradienten-Ektazytometrie kann die Krankheit bestätigt und ihr Schweregrad quantifiziert werden. Ferner ist das Erythrozyten-Kreatin erhöht, da die Erythrozyten-Population verjüngt ist. Zwei weitere Tests, die nicht auf einer verminderten osmotischen Fragilität basieren, sind der durchflusszytometrische Nachweis einer verminderten Bindung von Eosin-maleimid und der hypertone Kryohämolyse Test.

## Therapie
Die Entfernung der Milz (Splenektomie) ist die einzige Maßnahme, die den übermäßigen Abbau der roten Blutkörperchen verhindern kann. Allerdings ist die Entfernung der Milz mit einem vermehrten Infektionsrisiko verbunden, so dass in der Regel zunächst der Krankheitsverlauf abgewartet wird. Erst wenn mehrere hämolytische Krisen aufgetreten sind oder Bluttransfusionen verabreicht wurden oder der Patient nur eingeschränkt leistungsfähig ist, wird die Milz entfernt. Frühest möglicher Operationstermin ist nach dem 5. Lebensjahr. Voraussetzung ist eine vorangegangene Impfung gegen Pneumokokken, Meningokokken und Haemophilus influenzae Typ B, da nach totaler Milzentfernung die Gefahr eines Postsplenektomie-Syndroms besteht. Die aktuellen Impfempfehlungen mit neuartigen Konjugatimpfstoffen können den epidemiologischen Bulletins der ständigen Impfkommission (STIKO) beim Robert Koch Institut entnommen werden.
Mittlerweile gibt es auch die Möglichkeit, statt der kompletten Milz-Entfernung nur eine Teilmilz-Entfernung durchzuführen. Dabei wird ein kleiner Teil der Milz belassen, um das o. g. Infektionsrisiko zu minimieren. Bei dieser Operationsmethode werden 98–99 % des Organs entfernt, etwa 10 cm³ werden mit den dazugehörigen Blutgefäßen erhalten. Dadurch kann die Milzfunktion zumindest teilweise aufrechterhalten und das Infektionsrisiko reduziert werden.